# Huyện Rajbari
Rajbari là một huyện thuộc division Dhaka, Bangladesh. Huyện này có diện tích 1119 km², dân số năm 2002 là 940360 người, mật độ dân số là 840 người/km².